# Campionato Sudamericano 1977 (hockey su pista)
Il campionato sudamericano di hockey su pista 1977 è stata l'11ª edizione del torneo di hockey su pista per squadre nazionali maschili sudamericane. Il torneo si è svolto in Cile a Santiago del Cile dal 7 all'11 dicembre 1977.
A vincere il torneo fu l'Argentina per la sesta volta nella sua storia precedendo in classifica il Brasile.

## Formula
Il campionato Sudamericano 1977 fu disputato da tre selezioni nazionali tramite la formula del girone all'italiana con gare di andata e ritorno. Vennero attribuiti due punti per l'incontro vinto, uno per l'incontro pareggiato e zero in caso di sconfitta. La prima squadra classificata venne proclamata campione.

## Squadre partecipanti
| Pr. | Squadra   | Partecipazioni precedenti al torneo                        |
| --- | --------- | ---------------------------------------------------------- |
| 1   | Argentina | 1956, 1959, 1963, 1966, 1967, 1969, 1971, 1973, 1975       |
| 2   | Brasile   | 1954, 1956, 1959, 1966, 1967, 1969, 1971, 1973, 1975       |
| 3   | Cile      | 1954, 1956, 1959, 1963, 1966, 1967, 1969, 1971, 1973, 1975 |

Nota bene: nella sezione "partecipazioni precedenti al torneo" le date in grassetto indicano la squadra che ha vinto quell'edizione del torneo

## Svolgimento del torneo

### Classifica finale
| Pos. | Squadra   | Pt | G | V | N | P | GF | GS | DR |
| ---- | --------- | -- | - | - | - | - | -- | -- | -- |
| 1.   | Argentina | 6  | 4 | 2 | 2 | 0 | 16 | 11 | +5 |
| 2.   | Brasile   | 3  | 4 | 1 | 1 | 2 | 13 | 15 | -2 |
| 3.   | Cile      | 3  | 4 | 0 | 3 | 1 | 9  | 12 | -3 |

### Risultati
| Santiago del Cile 7 dicembre 1977 | Brasile | 5 – 2 | Cile |  |

| Santiago del Cile 8 dicembre 1977 | Argentina | 5 – 2 | Brasile |  |

| Santiago del Cile 8 dicembre 1977 | Argentina | 2 – 2 | Cile |  |

| Santiago del Cile 9 dicembre 1977 | Brasile | 2 – 2 | Cile |  |

| Santiago del Cile 10 dicembre 1977 | Argentina | 6 – 4 | Brasile |  |

| Santiago del Cile 11 dicembre 1977 | Argentina | 3 – 3 | Cile |  |